# Zásněť hroznová
Zásněť hroznová (mola hydatidosa) nebo také hydatiformní mola je edématózní hroznovitý útvar vznikající v děloze patologickým bujením embryonálního trofoblastu. Rozdělujeme zásněť úplnou, která je diploidní a androgenní (prázdné vajíčko je oplozeno dvěma spermiemi), nikdy neobsahuje zárodek a všechny choriové klky má abnormální, a zásněť neúplnou, jež je triploidní (normální vajíčko je oplozeno dvěma spermiemi), patologicky změněna bývá jen část choriových klků a také zárodek u ní bývá přítomen, odumírá až v desátém týdnu.